# Ciepły Żleb

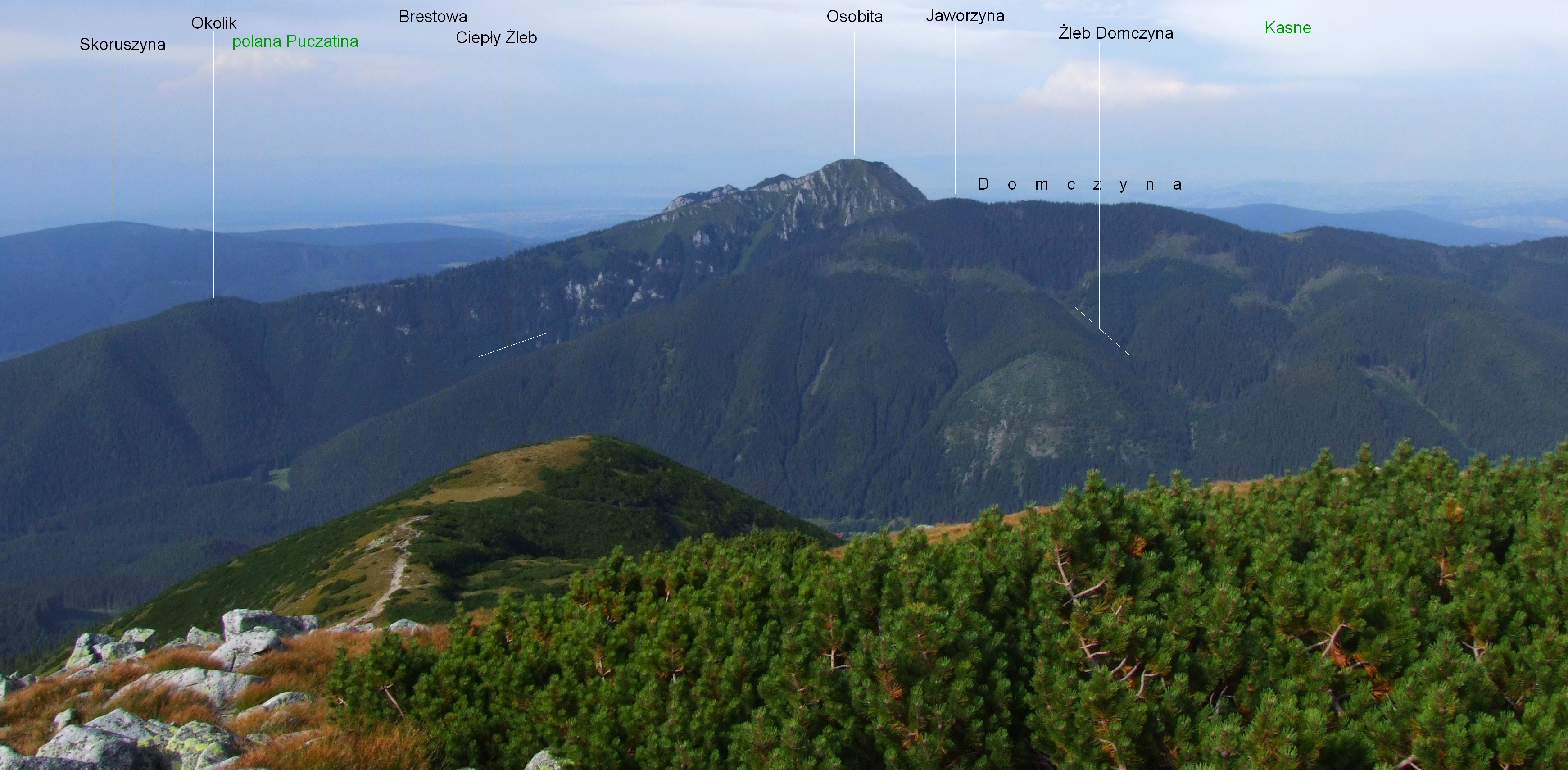
Widok z Salatyńskiego Wierchu

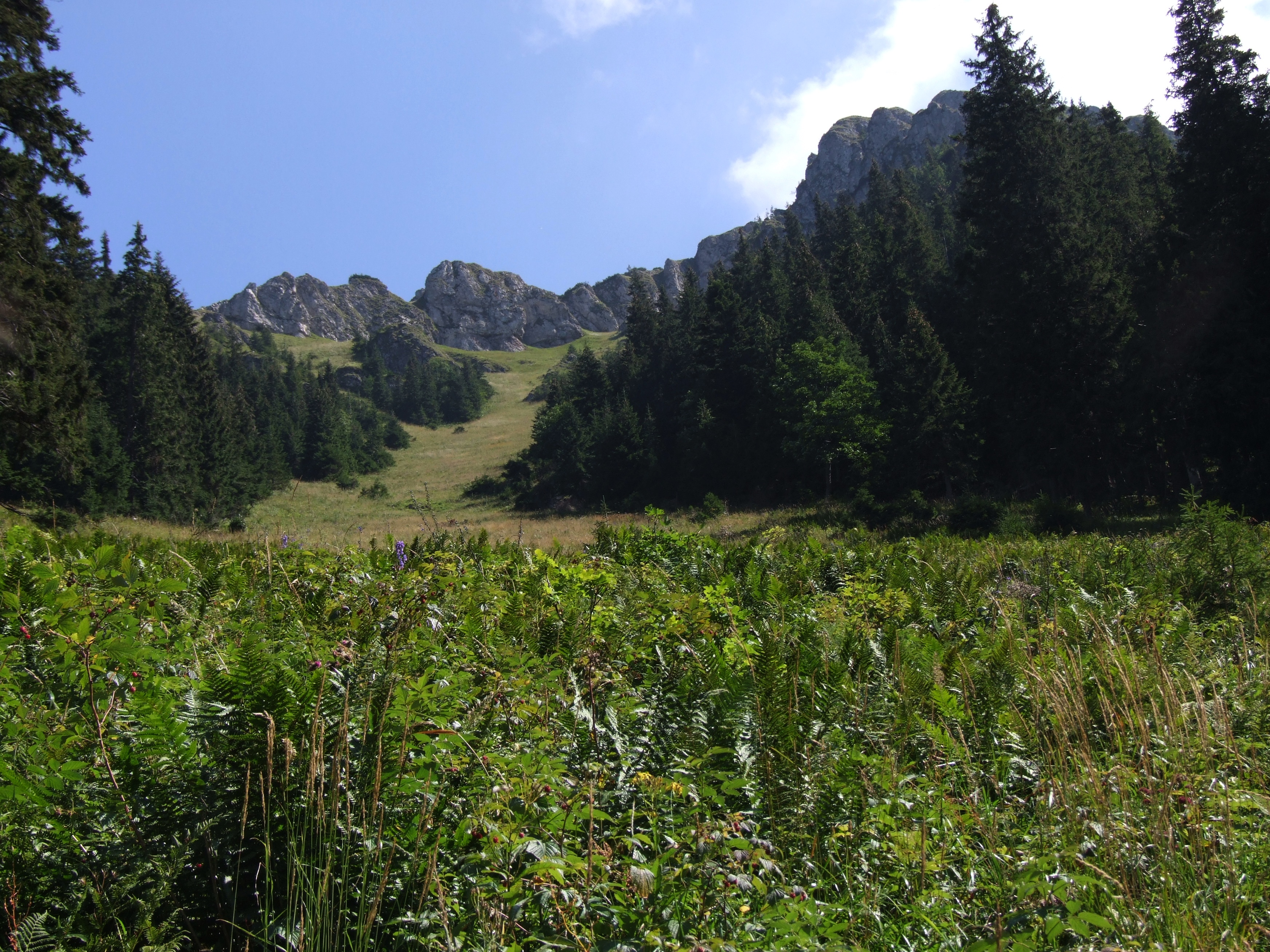
Trawniki i ziołorośla w górnej części Ciepłego Żlebu

Ciepły Żleb, dolina Jaworzynka lub Jaworowy Żleb (słow. Teplý žľab, Javorinka) – orograficznie prawe odgałęzienie Doliny Zuberskiej w słowackich Tatrach Zachodnich.

## Nazewnictwo
Nazwy Ciepły Żleb i dolina Jaworzynka podaje przewodnik Tatry Zachodnie. Słowacja, Józef Nyka używa nazwy Jaworowy Żleb, na mapie słowackiej jest to Teplý žľab, na polskiej Ciepły Żleb. Józef Nyka uważa, że nazwa Jaworzynka pochodzi od rosnących w niej jaworów. Pochodzenie nazwy Ciepły Żleb jest nieznane.

## Opis doliny i żlebu
W dolnej części ma charakter doliny, w górnej jest to już typowy żleb. Opada spod Przełęczy pod Osobitą (1521 m), początkowo w zachodnim, później północno-zachodnim kierunku, uchodząc do Doliny Zuberskiej na wysokości około 980 m, poniżej Zwierówki, naprzeciwko zalesionego wzniesienia Kopa. Orograficznie prawe zbocza Ciepłego Żlebu tworzy północno-zachodnia grań Osobitej, która poprzez Okolik i Kocie Skały ciągnie się po Maniową Przehybę, natomiast lewe – północno-zachodnia grzęda Jaworzyny.
W dolnej części Ciepłego Żlebu znajduje się niewielka polana Puczatina, a jego dnem spływa potok Jaworzynka. Prowadzi tędy znakowany szlak turystyczny. Żleb jest całkowicie zalesiony, ale w jego górnej części znajdują się między drzewami duże prześwity i nasłonecznione trawniki z bujnymi ziołoroślami, a las w otoczeniu żlebu zawalony jest starymi, powalonymi drzewami. Jest to już obszar ochrony ścisłej Rezervácia Osobitá.

## Szlaki turystyczne
– Zwierówka – Przełęcz pod Osobitą – Grześ:
- Czas przejścia ze Zwierówki na Przełęcz pod Osobitą: 2:05 h, ↓ 1:30 h
- Czas przejścia z przełęczy na Grzesia: 2 h, ↓ 1:50 h